# Francesco Franceschi
Prof. Dr. Francesco Franceschi  ( * 9 de febrero de 1834 - 16 de septiembre de 1924) fue un botánico, horticultor italiano.

## Biografía
En 1864, obtiene su doctorado en Biología en la Universidad de Pisa. Comienza obras de aclimatación vegetal en Santa Bárbara en 1893, cuando establece un criadero especializado en la propagación de especies vegetales exóticas. Ese trabajo implicó correspondencia con todo el mundo, un intercambio de semillas y ejemplares, y un compartir los resultados. Para esa época el Dr. Franceschi compila un inventario de plantas foráneas que habían sido introducidas en el área: Santa Barbara Exotic Flora. El vivero fue acosado por diversas dificultades, como un incendio en 1904 destruyendo el sector de propagación y luego una infortunada asociación con un jardinero paisajista, P. Riedel, lo llevó a una serie de demandas, terminando en la disolución de la asociación en 1909. A pesar de esos reveses, el Dr. Franceschi logró en gran medida popularizar en California el cultivo de paltas, bambúes, higos, Diospyros japoneses, palmas, Lippia repens, rosas, cipreses, Asparagus, acacia.
Poco después de la solución del asunto de Riedel, el doctor, con la ayuda de sus hijos, estableció el Vivero Montarioso -quedando su hija a cargo de la parte comercial de la empresa, mientras que él continuó su labor científica.
El Dr. Franceschi dejó California en el verano de 1913 para aceptar un cargo en Trípoli ofrecido por el gobierno italiano, en relación con cultivos vegetales y desarrollo de tierras.

## Algunas publicaciones

### Libros
- 1911. New and little known trees suitable for Southern California avenues. Ed. Claremont, Cal. 208 pp.

- La abreviatura «Franceschi» se emplea para indicar a Francesco Franceschi como autoridad en la descripción y clasificación científica de los vegetales.[2]

## Fuente
- Heinrich Dörfelt & Heike Heklau. 1998. Die Geschichte der Mykologie